# Công nghiệp Điện tử Oki
Công ty TNHH Công nghiệp Điện tử Oki (沖電気工業株式会社 (Xung Điện khí Công nghiệp Chu thức hội xã) Oki Denki Kōgyō Kabushiki-gaisha) (tiếng Anh: Oki Electric Industry Co., Ltd.) (TYO: 6703 ) là một công ty điện tử Nhật Bản, được Kibataro Oki thành lập với tên Meikosha, Ltd.) thành lập tháng 1 năm 1881.

## Tài trợ
Kể từ năm 2005, Oki đã tài trợ câu lạc bộ bóng đá của Premier League Portsmouth F.C. và cũng sở hữu quyền đặt tên của sân vận động Jubilee ở Kogarah, New South Wales, Úc (sân nhà của đội NRL St. George Illawarra Dragons).